# 洪安乡站
洪安乡站是一个成渝线上的铁路车站，位于中华人民共和国四川省成都市龙泉驿区洪安镇，建于1952年，目前为四等站，目前仅办理货运业务：办理整车货物发到；零担仅办理直达整零货物发到；不办理危险货物发到。